# Cesonia
Cesonia Simon, 1893 è un genere di ragni appartenente alla famiglia Gnaphosidae.

## Distribuzione
Delle 31 specie note di questo genere ben 30 sono diffuse nell'America settentrionale, nell'America centrale e nelle Antille; la sola C. aspida è stata reperita nel bacino del Mediterraneo: le specie dall'areale più vasto è la C. bilineata rinvenuta in varie località dell'America settentrionale.

## Tassonomia
Considerato sinonimo anteriore di Eilicina Bryant, 1940, a seguito di uno studio degli aracnologi Platnick e Shadab (1980b).
Non sono stati esaminati esemplari di questo genere dal 2011.
Attualmente, ad aprile 2015, si compone di 31 specie:
1. Cesonia aspida Chatzaki, 2002 — Creta, Turchia
2. Cesonia bilineata (Hentz, 1847)[2] — America settentrionale
3. Cesonia bixleri Platnick & Shadab, 1980 — USA
4. Cesonia boca Platnick & Shadab, 1980 — Panama
5. Cesonia bryantae Platnick & Shadab, 1980 — Giamaica
6. Cesonia cana Platnick & Shadab, 1980 — Giamaica
7. Cesonia cerralvo Platnick & Shadab, 1980 — Messico
8. Cesonia chickeringi Platnick & Shadab, 1980 — Giamaica
9. Cesonia cincta (Banks, 1909) — Cuba
10. Cesonia classica Chamberlin, 1924 — USA, Messico
11. Cesonia coala Platnick & Shadab, 1980 — Messico
12. Cesonia cuernavaca Platnick & Shadab, 1980 — Messico
13. Cesonia desecheo Platnick & Shadab, 1980 — Porto Rico, Isole Vergini
14. Cesonia ditta Platnick & Shadab, 1980 — Dominica
15. Cesonia elegans (Simon, 1891) — Isola Saint Vincent, Dominica
16. Cesonia gertschi Platnick & Shadab, 1980 — USA, Messico
17. Cesonia grisea (Banks, 1914) — Cuba
18. Cesonia irvingi (Mello-Leitão, 1944) — USA, Isole Bahama, Cuba
19. Cesonia iviei Platnick & Shadab, 1980 — Messico
20. Cesonia josephus (Chamberlin & Gertsch, 1940) — USA
21. Cesonia lacertosa Chickering, 1949 — Panama
22. Cesonia leechi Platnick & Shadab, 1980 — Messico
23. Cesonia lugubris (O. P.-Cambridge, 1896) — Messico, Honduras
24. Cesonia maculata Platnick & Shadab, 1980 — Isole Saint Kitts & Nevis
25. Cesonia nadleri Platnick & Shadab, 1980 — Hispaniola
26. Cesonia notata Chickering, 1949 — Messico, Panama
27. Cesonia pudica Chickering, 1949 — Panama
28. Cesonia rothi Platnick & Shadab, 1980 — USA
29. Cesonia sincera Gertsch & Mulaik, 1936 — USA, Messico
30. Cesonia trivittata Banks, 1898 — USA, Messico
31. Cesonia ubicki Platnick & Shadab, 1980 — USA, Messico

### Specie trasferite
- Cesonia cincta Banks, 1929; trasferita al genere Gertschosa Platnick & Shadab, 1981[1].
- Cesonia cingulata Roewer, 1933; trasferita al genere Gertschosa Platnick & Shadab, 1981.
- Cesonia elegans (Bryant, 1940); trasferita al genere Camillina Berland, 1919.
- Cesonia nigra Chickering, 1949; trasferita al genere Gertschosa Platnick & Shadab, 1981.
- Cesonia trilineata (Hentz, 1847); trasferita al genere Castianeira Keyserling, 1879, appartenente alla famiglia Corinnidae.

### Sinonimi
- Cesonia fugax O. Pickard-Cambridge, 1898; posta in sinonimia con C. lugubris (O. Pickard-Cambridge, 1896) a seguito di un lavoro degli aracnologi Ubick & Roth (1973c)[1].
- Cesonia mexicana Banks, 1898; posta in sinonimia con Cesonia lugubris (O. Pickard-Cambridge, 1896) a seguito di un lavoro di Ubick & Roth (1973c).